# Заблоце (Болеславецький повіт)
Заблоце (пол. Zabłocie, нім. Thiergarten) — село в Польщі, у гміні Новоґродзець Болеславецького повіту Нижньосілезького воєводства.
Населення — 282 особи (2011).
У 1975-1998 роках село належало до Єленьоґурського воєводства.

## Демографія
Демографічна структура станом на 31 березня 2011 року:
|          | Загалом | Допрацездатний вік | Працездатний вік | Постпрацездатний вік |
| -------- | ------- | ------------------ | ---------------- | -------------------- |
| Чоловіки | 141     | 23                 | 105              | 13                   |
| Жінки    | 141     | 30                 | 87               | 24                   |
| Разом    | 282     | 53                 | 192              | 37                   |